# Bruno Ertler
Bruno Ertler (* 29. Januar 1889 in Pernitz, Niederösterreich; † 10. Dezember 1927 in Graz) war ein österreichischer Schriftsteller.

## Leben
Bruno Ertler entstammte einer Postmeisterfamilie. Während seiner Schulzeit wurde er 1904 Mitglied der pennal-conservativen Burschenschaft Styria Graz. Während seines Studiums war er einer der Mitgründer des Vereins Deutscher Studenten VDSt Philadelphia Graz. 1916 promovierte er zum Dr. phil. und unterrichtet später als Lektor für Zeitungswesen an der Karl-Franzens-Universität Graz. Als Autor ist Bruno Ertler vor allem durch seine beiden Dramen Das Spiel von Doktor Faust (1923) und Belian und Marpalye (1924) bekannt. Er ist auf dem St.-Leonhard-Friedhof in Graz beigesetzt. In Pernitz gibt es die nach ihm benannte Bruno-Ertler-Gasse ⊙ und in Graz die Dr.-Bruno-Ertler-Straße ⊙.

## Werke
- Der Glücksbecher, dramatisches Märchen, 1911
- Heimkehr, Nocturne in einem Akt, 1917
- Die tote Frau, eine Szene aus der Weinlese (gemeinsam mit Julius Franz Schütz), 1917
- Eva Lilith, Gedichte, 1919
- Venus im Morgen, Novelle, 1921
- Venus die Feindin, Novelle, 1921
- Die Königin von Tasmanien, Novellen, 1921
- Wenn Zwei das Gleiche tun, drei Einakter, 1921
- Das Spiel vom Doktor Faust, ein deutsches Stück im Volkston, 1923
- Belian und Marpalye, Traumspiel, 1924
- Begegnung im Wald, Novellen, 1936
- Damenspiel, Novelle, 1940